# Charles Pierrepont (1er comte Manvers)
Charles (Medows) Pierrepont, 1er comte Manvers (4 novembre 1737 - 17 juin 1816) est un officier de la marine britannique et un homme politique qui siège à la Chambre des communes de 1778 à 1796 lorsqu'il est élevé à la pairie sous le nom de vicomte Newark.

## Jeunesse
Né Charles Medows, parfois Meadows, il est le deuxième fils de Philip Meadows, adjoint au garde forestier de Richmond Park, de son mariage avec Lady Frances Pierrepont, fille de William, comte de Kingston (1692-1713). Charles Medows - le fils de Lady Frances Medows, née Pierrepont (d. 1795) - est l'arrière petit-fils et l'héritier apparent d'Evelyn Pierrepont (1er duc de Kingston-upon-Hull).
William, comte de Kingston, est décédé avant son père, Evelyn Pierrepont, 1er duc de Kingston-Upon-Hull; c'est ainsi que le duché et les domaines sont dévolus à Evelyn Pierrepont (2e duc de Kingston-upon-Hull) fils de William et frère de Lady Frances. Le 2e duc, cependant, meurt sans enfant, laissant Charles Medows, son neveu, futur héritier des domaines.

## Relations politiques de la famille
Charles (Medows) Pierrepont, 1er comte de Manvers, est l'arrière-petit-fils de Philip Meadows (homme politique) (en) (décédé en 1718), un parlementaire en vue. Philip Meadows est fait chevalier en 1658, nommé Chevalier-maréchal par Oliver Cromwell et envoyé comme ambassadeur en Suède et au Danemark. En 1717, le fils de Philip, Philip Meadowes (1672-1757) (en) (décédé en 1757), est l'un des douze membres du bureau des officiers généraux, travaillant avec Robert Walpole, le premier Lord du Trésor. Auparavant, le 2 juillet 1700, il est nommé, comme son père, chevalier-maréchal de la maison du roi. Il est fait chevalier par le roi Guillaume III le 23 décembre 1700 à Hampton Court. La fille de Philip, Mary (décédée en 1743), est une demoiselle d'honneur de la reine Caroline et son cousin germain Philip Meadows (décédé en 1752), est maire de Norwich en 1734. Le 29 mai de la même année, le Premier ministre Robert Walpole présente au maire Meadows son cadeau personnel: la nouvelle Masse cérémonielle de la ville, qui porte les armoiries de Walpole. À l'instar du Premier ministre Walpole, le maire Meadows accumule une grande richesse grâce à la réussite de la Compagnie de la mer du Sud,.
Un autre des fils de Philip, Sidney Meadows, est également chevalier-maréchal du Palais des Rois. Sidney est mort à Andover en 1792. Comme son frère Philip, Sidney est gardien adjoint de Richmond Park et travaille sous le Premier ministre John Stuart (3e comte de Bute) qui, en 1761, est nommé gardien par George III. À cette époque, peu de temps après son accession au trône en 1760, le roi donne le poste à sa fille, la princesse Amelia. Le roi George, ayant nommé le troisième Lord Bute comme Ranger, continue de s'intéresser au parc et ordonne de nombreuses réparations et améliorations avec Sidney (et parfois son frère Philip) comme suppléant. À la mort de Lord Bute en 1792, le roi récupère la place et, pendant un court laps de temps, il passe à l'agriculture. Sydney meurt en 1792, à l'âge de 91 ans, après avoir travaillé aux côtés du roi et géré les branches agricoles et de pâturage du parc,.

## Carrière navale
Il fait ses études à Oxford, et devient aspirant dans la Royal Navy. Il est promu lieutenant le 7 août 1751 et devient commandant le 5 avril 1757 dans Renown, un sloop de 20 pièces. Le 17 août de la même année, il est promu capitaine de la frégate Shannon et reçoit l'ordre de rejoindre la flotte méditerranéenne. Il la commande jusqu'en avril 1761, lorsque le vice-amiral Saunders le nomme dans la frégate Isis, dotée de 50 canons, en remplacement du capitaine Edward Wheeler, tué lors de la capture du French ship (Oriflamme). Il continue à servir sur Isis, en Méditerranée, jusqu'à la fin de la guerre en 1763, et il se retire complètement de la marine en 1769.
En 1773, l'oncle de Medows, Evelyn Pierrepont (2e duc de Kingston-upon-Hull), décède et laisse ses terres de Thoresby et ailleurs à son épouse Elizabeth Chudleigh, ex-épouse du comte de Bristol. Les neveux du duc contestent le testament en invoquant la bigamie, et la procédure qui suit permet d'établir que le mariage de la duchesse a bien été bigame. Comme cela n’affecte pas son héritage, elle peut conserver les domaines de Pierrepont jusqu’à sa mort, survenue en août 1788. En héritant des domaines, Medows adopte le nom de famille de Pierrepont par licence royale.
Un dessin à l'aquarelle intitulé In In the Ground du capitaine Pierrepont est réalisé par l'artiste Anthony Devis (1729-1817), né à Preston.

## Carrière politique
La dynastie politique de sa famille fait de Medows un parlementaire très en vue. En tant que whig, Medows a été en bons termes avec Horace Walpole, le fils du Premier ministreRobert Walpole. Horace a exprimé son inquiétude face à la mort imminente de l'oncle de Medows, le 2e duc de Kingston ,. Avec le patronage du Premier ministre, Thomas Pelham Holles, premier duc de Newcastle, Medows devient l'un des députés du Parlement pour le Nottinghamshire en décembre 1778. Il continue à siéger à la Chambre des communes pour le comté jusqu'à ce qu'il soit anobli en 1796. Au Parlement, il soutient le duc de Portland, dont l'influence l'aide à obtenir la pairie en tant que baron Pierrepont, de Holme Pierrepont dans le comté de Nottingham, et vicomte Newark, de Newark-on-Trent dans le comté de Nottingham, le 23 juillet 1796  et le 1er avril 1806, il est promu comte Manvers. À la Chambre des lords, il appuie la réforme de l'agriculture et est vice-président du Conseil de l'agriculture en 1803. Il meurt en 1816 et est enterré à Holme Pierrepont.

## Famille et enfants
Il épouse Anne Orton, fille de William Mills de Richmond, en 1774. Ils ont cinq enfants:
- Evelyn Henry Frederick Pierrepont (1775-1801).
- Charles Pierrepont (2e comte Manvers) (1778-1860).
- Henry Pierrepont (diplomate) (1780-1851).
- Philip Sydney Pierrepont (13 juin 1786 - 15 février 1864), de Evenley Hall, Northamptonshire, marié le 19 août 1810, Georgiana Browne, décédé sans descendance.
- Frances Augusta Pierrepont (décédée en 1847), mariée le 20 octobre 1802, à l'amiral William Bentinck (amiral) (en) (1746-1813), remariée le 30 juillet 1821 à Henry William Stephens.